# 焦约萨马雷阿
焦约萨马雷阿（義大利語：Gioiosa Marea），是意大利西西里大区墨西拿廣域市的一个市镇。总面积26平方公里，人口7240人，人口密度278.5人/平方公里（2009年）。ISTAT代码为083033。